# 千葉県立姉崎高等学校
千葉県立姉崎高等学校（ちばけんりつ あねさきこうとうがっこう）は、千葉県市原市姉崎にある県立高等学校。文部科学省の学校コードはD112210000789、旧学校調査番号は125735で、高等学校コードは12196H。 通称は姉高（あねこう）。

## 概要
千葉県中央地域にある市原市の姉崎地区に位置する全日制課程の普通科高校である。千葉県公立高校の第9学区に位置し、同第1学区、第7学区、第8学区からの通学が可能である。総合的学習の「スターティングブロック」や学校設定科目の「マルチベーシック」といった小中学校の学習内容にまで遡って英数国の基礎の徹底を図るプログラムを設けていることを特徴とする。かつてこれらを参考にしてNHK高校講座で「ベーシック10」という科目が開講されていた。

## 設置学科・定員
- 普通科（160名/学年）[5][4]
  - 標準コース
  - 理系コース
  - ものづくりコース

## 沿革

### 年表
- 1978年（昭和53年）4月13日 - 千葉県立姉崎高等学校開校[1]。

## 出身有名人
- まちゃまちゃ - お笑い芸人
- 工藤浩平 - サッカー選手